# Хлорхромат пиридиния

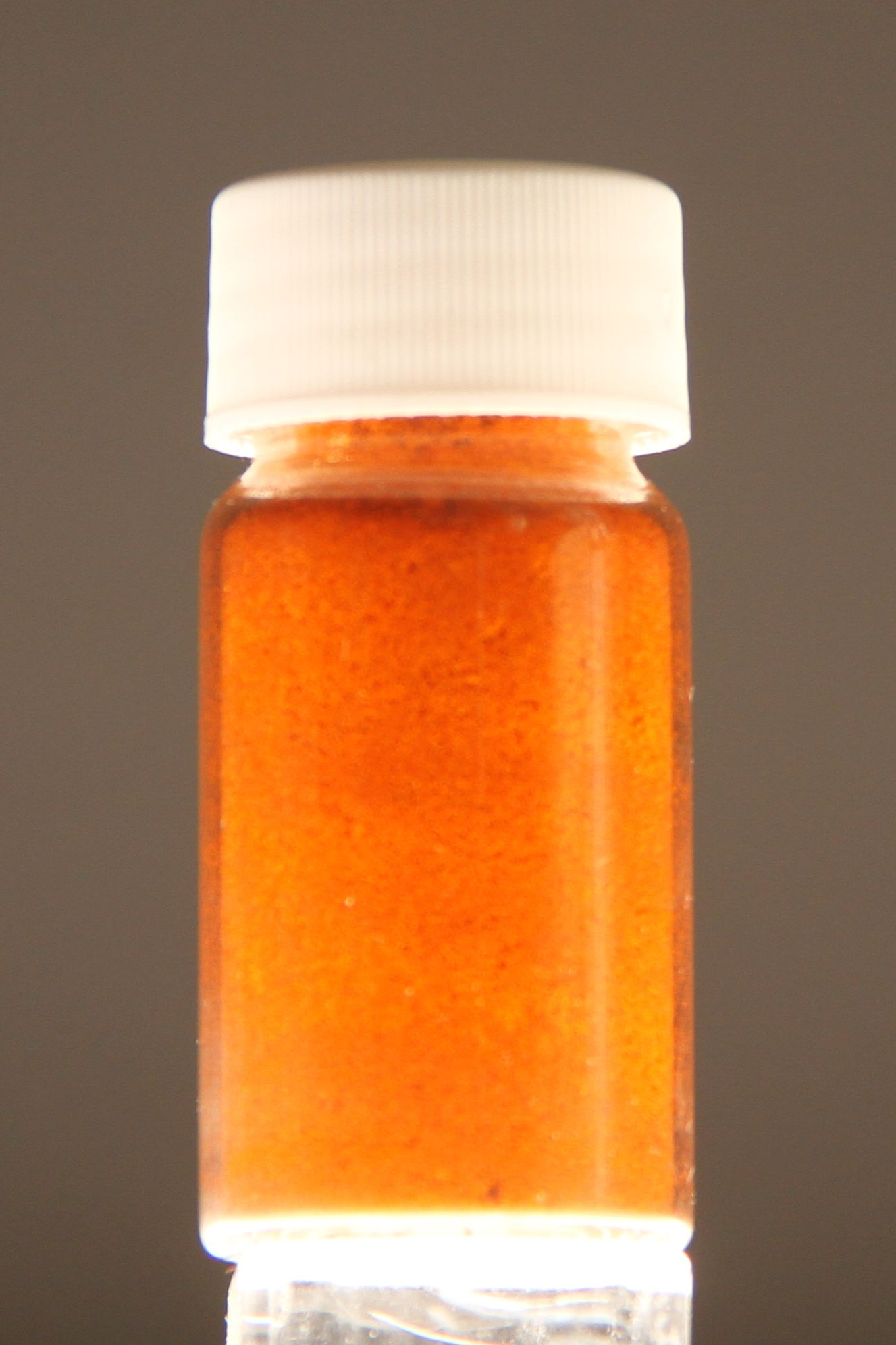
Хлорхромат пиридина в виале

Хлорхромат пиридина (PCC) — пиридиниевая соль хлорхромовой кислоты, оранжевая соль, имеющая формулу C5H5NH[CrO3Cl]. Реагент, применяемый в органической химии для окисления спиртов до карбонильных соединений. Токсичен, потенциальный канцероген.

## Физические свойства
Хлорхромат пиридиния нерастворим в хлористом метилене, бензоле, диэтиловом эфире; растворим в ацетоне, ацетонитриле, тетрагидрофуране.

## Применение в органическом синтезе

### Окисление спиртов
Основная сфера использования хлорхромата пиридиния — окисление первичных и вторичных спиртов до альдегидов и кетонов соответственно. Выходы в этих реакциях такие же либо выше, чем в реакции Коллинза с использованием дихромата пиридиния (PDC), тогда как данная реакция требует использования лишь 1,5 эквивалентов PCC против 5 эквивалентов для PDC. Реакция обычно проводится в хлористом метилене при комнатной температуре и завершается за 1-2 часа. В качестве растворителей можно использовать также ацетонитрил и ацетон, в которых реагент лучше растворим, но при этом увеличивается время протекания реакции. Переокисление до карбоновых кислот наблюдается редко. Увеличить скорость окисления можно добавлением безводной уксусной кислоты или 3 Å молекулярных сит к реакционной смеси.

### Окисление OH групп в затруднённых субстратах
Хлорхромат пиридиния может окислять гидроксильные группы в затруднённых субстратах, например, сахарах и нуклеозидах. При этом часто реакцию проводят в кипящем бензоле, поскольку в хлористом метилене её скорость слишком мала.
Реагент имеет слегка кислый характер. Если субстрат чувствителен к кислоте, в реакционную смесь добавляют буфер — ацетат натрия.

### Другие реакции окисления
Хлорхромат пиридиния полезен также и для проведения других реакций окисления. Например, он способен окислять соединения с активированными метиленовыми фрагментами, активированными двойными С=С-связями и т. д.

## Хранение и использование
Реагент может храниться в контакте с кислородом, но должен быть изолирован от атмосферной влаги. Растворители для реакций с его участием должны быть перегнаны и высушены. Соединение является потенциальным канцерогеном и должно использоваться только под тягой.